# Breithorn
Breithorn (4165 m n. m.) je hora ve Walliských Alpách. Leží na hranici mezi Itálií (region Valle d'Aosta) a Švýcarskem (kanton Valais) v blízkosti Zermattu a Breuil-Cervinia. Na sever spadá impozantní stěnou široku 2,5 km.
Breithorn má pět vrcholků:
- Breithorn Occidentale (4165 m n. m.)
- Breithorn Centrale (4160 m n. m.)
- Breithorn Orientale (4141 m n. m.)
- Breithornzwillinge (4106 m n. m.)
- Roccia Nera (něm. Schwarzfluh, 4075 m n. m.)

Pro výstup na horu je možné využít několik vysokohorských chat v okolí. Z italské strany jsou to chaty Rifugio Teodulo (3327 m n. m.), Rifugio Guide del Cervino (3480 m n. m.), Rifugio Guide Val d'Ayas (3420 m n. m.) a Rifugio Mezzalama (3036 m n. m.). Ze Švýcarska je to chata Gandegghütte (3029 m n. m.). K výstupu ze švýcarské strany lze využít lanovku na blízký Klein Matterhorn. Breithorn Occidentale (hlavní, západní vrchol) patří mezi nejsnáze dostupné alpské čtyřtisícovky.
Jako první vystoupili na vrchol 13. srpna 1813 Henry Maynard, Joseph-Marie Couttet, Jean Gras, Jean-Baptiste Erin a Jean-Jacques Erin.